# معامل ديناميكي
المعامل الديناميكي (بالإنجليزية: Dynamic modulus)‏ هو نسبة الإجهاد إلى الانفعال في ظروف اهتزازية (يحسب من المعطيات التي نحصل عليها إما من اختبارات الاهتزاز الحر أو القسري، أو اختبار القص، أو اختبار الانضغاط، أو اختبار الشد). والمعامل الديناميكي هو خاصة بالمواد التي توصف بأنها ذات مرونة لزوجية.
تدرس المرونية اللزوجية باستخدام التحليل الميكانيكي التحريكي حيث تطبق قوة (إجهاد) متناوب على المادة وتقاس الإزاحة (الانفعال) المتولدة.
- في المواد كاملة المرنة، يحدث الإجهاد والانفعال في الطور ذاته، وتكون الاستجابة آنية.
- في المواد كاملة اللزوجة، يوجد فرق في الطور بين الإجهاد والانفعال، ويكون الانفعال متأخرًا عن الإجهاد ب 90 درجة ({\displaystyle \pi /2}) راديان.
- في المواد ذات المرونة اللزوجية، فإنها تبدي سلوكًا بين السلوكين السابقين، وتبدي بعض التأخر الطوري في الانفعال.[2]

ويمكن تمثيل الإجهاد الانفعال لمادة ذات مرونة لزوجية باستخدام التعابير التالية:
- الانفعال: {\displaystyle \varepsilon =\varepsilon _{0}\sin(\omega t)}
- الإجهاد: {\displaystyle \sigma =\sigma _{0}\sin(\omega t+\delta )\,} [2]

حيث
{\displaystyle \omega =2\pi f} حيث {\displaystyle f} تردد الإجهاد المتناوب،
{\displaystyle t} هو الزمن،
{\displaystyle \delta } هو التأخر الطوري بين الإجهاد والانفعال.

## اقرأ أيضًا
- تحليل ميكانيكي تحريكي